# Mètode dels escenaris
És un mètode d'analisi de l'entorn futur d'una empresa.
L'anàlisi de l'entorn actual mostra les oportunitats i les amenaces que s'ofereixen en el moment actual, i el Mètode dels Escenaris ens permet investigar sobre la situació que en el futur afectarà a l'empresa, o sigui, ens permet analitzar l'entorn de l'empresa futur.
Si l'entorn és turbulent, els models més vàlids no poden basar-se en fets o esdeveniments passats. Segons Menguzzato i Renau (1991), calen mètodes prospectius, i caracteritzats en una visió més global de futur:
- Donant especial importància a aspectes qualitatius i subjectius.
- Suposar que les relacions entre les variables són dinàmiques i que evoluciones en el temps.
- Acceptar que el futur depèn de: el passat i de les decisions que es prenen en el present, i adoptar una actitud activa i creativa davant el futur.

Totes aquestes característiques es reuneixen en el Mètode dels Escenaris.

## Procés de construcció del Mètode dels Escenaris
Un escenari no és una previsió del futur, sinó una anàlisi qualitativa de com pot ser aquest futur, de forma que es tracta de crear una o diverses històries coherents i plausibles sobre l'entorn futur i la seva possible evolució.
En aquest sentit, l'esforç que faci la direcció de l'empresa per a definir-lo té tanta importància o més que el resultat final que es pugui aconseguir, ja que el mateix disseny obliga a pensar sobre les variables rellevants que cal incorporar, la seva interrelació i les conseqüències sobre les decisions estratègiques.

## Fases en l'aplicació dels escenaris
Han estat identificades per Shchomaker 1993 i Miller i Waller 2003:
- Definir les questins bàsiques que es volen estudiar:
  - Horitzó temporal
  - Abast dels negocis de l'empresa
  - Variables clau de decisió.
- Identificar els principals grups d'interés o stakeholders de totes les qüestions que s'hagin d'estudiar, identificant els seus rols, interessos i posicions de poder actuals.
- Descriure tot allò que es coneix actualment, identificant les tendències actuals i els factors clau de l'entorn que poden afectar les variables d'interès.
- Identificar els factors claus d'incertesa que afectin clarament a les variables d'estudi, i analitzar com s'interrelacionen.
- Construir dos escenaris alternatius. Un d'ells inclourà tots els resultats positius de les incerteses clau, i l'altre tots els resultats negatius. Es podria incloure un o diversos escenaris intermedis.
- Valorar la consistència d'aquests escenaris alternatius, i analitzar si incorren en contradiccions o són inconsistents.
- Analitzar la dinàmica dels escenaris, anticipant les accions dels agents (competidors o altres grups d'interès involucrats) que participen en cada un d'ells, i intentar anticipar la resposta de l'empresa en cada acció.
- Formular alternatives estratègiques, per tal d'explotar les oportunitats o evitar les possibles amenaces.

## Avantatges del Mètode dels Escenaris
- És participatiu: es construeixen a partir de nombroses fonts d'informació.
- Posseeix riquesa de detalls.
- És narratiu: genera una sèrie d'històries sobre els estats versemblants del futur que tenen en compte les interaccions dinàmiques dels grups d'interès rellevants i el paper de l'organització per a crear el futur.
- Es refereix a un àmbit ampli: considera múltiples escenaris probables.
- Posseeix un pensament de sistemes perquè promou l'aprenentatge sobre les interrelacions entre les variables clau de l'entorn.
- Està orientat cap a l'exterior: proporciona un marc per a preveure les oportunitats i les incerteses a llarg termini de l'entorn empresarial.

## Limitacions
- És potencialment difícil de gestionar: els escenaris poden ser poc més que conjectures imaginatives.
- Els resultats són també qualitatius i difícils de quantificar.
- Pot facilitar els biaixos: la personalitat de les persones que els elaboren pot limitar les possibilitats quant a factors considerats o altres variables.
- Hi pot haver falta de consens: els participants poden divergir en l'anàlisi de l'entorn.